# هغینه هوهانیسیان (هنرپیشه)
هغینه سارگسی هوهانیسیان (ارمنی: Հեղինե Սարգսի Հովհաննիսյան؛ انگلیسی: Egine Hovhannisyan؛ ۴ اوت ۱۹۲۶ – ۳ مارس ۲۰۱۴) یک بازیگر اهل ارمنستان بود. وی بین سال‌های ۱۹۶۰ تا ۱۹۹۷ میلادی فعالیت می‌کرد.

## زندگی‌نامه
وی در ۴ اوت ۱۹۲۶ در ایروان به دنیا آمد و از انستیتو دولتی هنری و نمایشی ایروان (۱۹۴۸) فارغ‌التحصیل شد. وی همسر مارات مارینوسیان بود. وی همچنین برندهٔ جوایزی همچون هنرمند مردمی ارمنستان شوروی (۱۹۸۴)، هنرمند شایسته ارمنستان شوروی (۱۹۶۱) و جوایز آرتاوازد (۲۰۰۲) شده‌است. وی در ۳ مارس ۲۰۱۴ در سن ۸۷ سالگی در ایروان درگذشت.

## گزیده فیلمشناسی
از فیلم‌ها یا برنامه‌های تلویزیونی که وی در آن نقش داشته‌است می‌توان به مردان (۱۹۷۲)، ستاره امید (۱۹۷۸)، سایات‌نووا (۱۹۶۰) اشاره کرد.